# Unholy Savior
Unholy Savior è il terzo album in studio del gruppo heavy metal finlandese Battle Beast, pubblicato il 9 gennaio 2015 dalla Nuclear Blast.

## Tracce
1. Lionheart – 4:53
2. Unholy Savior – 5:36
3. I Want the World... And Everything in It – 4:37
4. Madness – 4:02
5. Sea of Dreams – 5:01
6. Speed and Danger – 4:39
7. Touch in the Night – 4:32
8. The Black Swordsman – 1:15
9. Hero's Quest – 2:31
10. Far Far Away – 3:46
11. Angel Cry – 3:34

Traccia bonus dell'edizione iTunes
1. Push It to the Limit – 3:20

## Formazione
- Noora Louhimo - voce
- Anton Kabanen – chitarra, cori
- Juuso Soinio – chitarra
- Eero Sipilä – basso, cori
- Pyry Vikki – batteria
- Janne Björkroth – tastiere

## Classifiche
| Classifica (2015) | Posizione massima |
| ----------------- | ----------------- |
| Belgio (Vallonia) | 188               |
| Finlandia         | 1                 |
| Germania          | 39                |
| Svizzera          | 71                |

## Date di pubblicazione
| Stato       | Data            |
| ----------- | --------------- |
| Europa      | 9 gennaio 2015  |
| Regno Unito | 12 gennaio 2015 |
| Irlanda     | 12 gennaio 2015 |
| Stati Uniti | 13 gennaio 2015 |